# Plan Cóndor
El Plan Cóndor, también conocido como Operación Cóndor, fue una campaña de represión política y terrorismo de Estado llevada a cabo a partir de 1975 por varias dictaduras latinoamericanas con el respaldo del gobierno de Estados Unidos, que incluía operaciones de inteligencia y el asesinato de opositores en el continente.
Fue implementado oficial y formalmente el 25 de noviembre de 1975 por los líderes de los servicios de inteligencia militar de Argentina, Bolivia, Chile, Paraguay y Uruguay, e implementada luego por las cúpulas de los regímenes dictatoriales y gobiernos democráticos de América del Sur, a excepción de Surinam, Guyana y Trinidad y Tobago, así como las dependencias francesa y neerlandesa en esa región. Brasil se unió a la operación en 1976, seguido por Ecuador y Peru en 1978. Diversas fuentes han señalado también la participación secundaria, indirecta o esporádica en el Plan Cóndor de autoridades de Colombia, según la agencia DW del Estado alemán, el Ministerio Público de Argentina, o el exjefe del Ejército argentino general Martín Balza. A pesar de que algunas fuentes afirman la colaboración de Venezuela en el Plan Cóndor, el país mostró su rechazo y oposición a la operación en reiteradas oportunidades, y durante su vigencia se convirtió en uno de los principales destinos para los exiliados de las dictaduras en el Cono Sur.
Esta coordinación implicó, oficial y directamente, el seguimiento, vigilancia, detención, interrogatorios con tortura, traslados entre países, la violación y desaparición o asesinato de personas consideradas por dichos regímenes como «subversivas» al orden instaurado, o contrarias a su política o ideología. El Plan Cóndor se constituyó en una organización clandestina internacional para la estrategia del terrorismo de Estado que instrumentó el asesinato y desaparición de decenas de miles de opositores a las mencionadas dictaduras, la mayoría de ellos pertenecientes a movimientos de la izquierda política, el peronismo, el sindicalismo, las agrupaciones estudiantiles, la docencia, el periodismo, el campo artístico, la teología de la liberación y el movimiento de derechos humanos. Los llamados «Archivos del Terror» hallados en Paraguay en 1992 dan la cifra de 50 000 personas asesinadas, 30 000 desaparecidas y 400 000 encarceladas.
El Plan Cóndor se produjo en el marco de la estrategia de Estados Unidos en la Guerra Fría, guiada por la Doctrina de la Seguridad Nacional (DSN), promoviendo las dictaduras, con el fin de suprimir o reprimir a sectores políticos democráticos, populares, de izquierda o nacionalistas, así como a organizaciones juveniles, sindicales, religiosas, barriales y campesinas, e impulsar un nuevo modelo económico centrado en desmantelar el poder del Estado en la economía y en dar beneficios a sectores privilegiados tanto nacionales como transnacionales. Antes y durante la vigencia del Plan Cóndor, el gobierno de Estados Unidos, en el marco de la DSN, la Doctrina Nixon y la acción de la Escuela de las Américas, proporcionó planificación, coordinación, formación sobre métodos de tortura y terrorismo de Estado, apoyo técnico y suministró ayuda militar a grupos golpistas y juntas militares, durante las administraciones de Nixon (1969-1974), Ford (1974-1977), Carter (1977-1981) y Reagan (1981-1989). Este apoyo para violaciones de los derechos humanos se canalizó con frecuencia a través de la CIA y de la Escuela de las Américas.
Durante la Operación Cóndor, los países democráticos de la región mostraron su rechazo y oposición, ofreciendo asilo a perseguidos políticos y recibiendo a miles de exiliados de las dictaduras. El Congreso de Venezuela condenó el golpe de Estado en Chile de 1973 contra Salvador Allende, y en 1976 Venezuela rompió relaciones diplomáticas con la dictadura militar de Uruguay. Venezuela se convirtió en uno de los principales destinos para los exiliados de las dictaduras en el Cono Sur, recibiendo a entre 8 mil y 9 mil exiliados uruguayos, alrededor de 11 mil y 15 mil exiliados argentinos, y un total de 80 mil exiliados chilenos.

## Antecedentes
Con el antecedente del decreto Nacht und Nebel en la Alemania nazi y similitudes con la «estrategia de la tensión» utilizada en Italia en los años 1970, la doctrina encarnada en la Operación Cóndor surge, según la profesora estadounidense Joan Patrice McSherry (Long Island University), en la década de 1960 en la Escuela de las Américas y las Conferencias de Ejércitos Americanos, en las cuales Estados Unidos enseña a los oficiales latinoamericanos instruidos en ellas acciones «preventivas» (torturas) en la región.

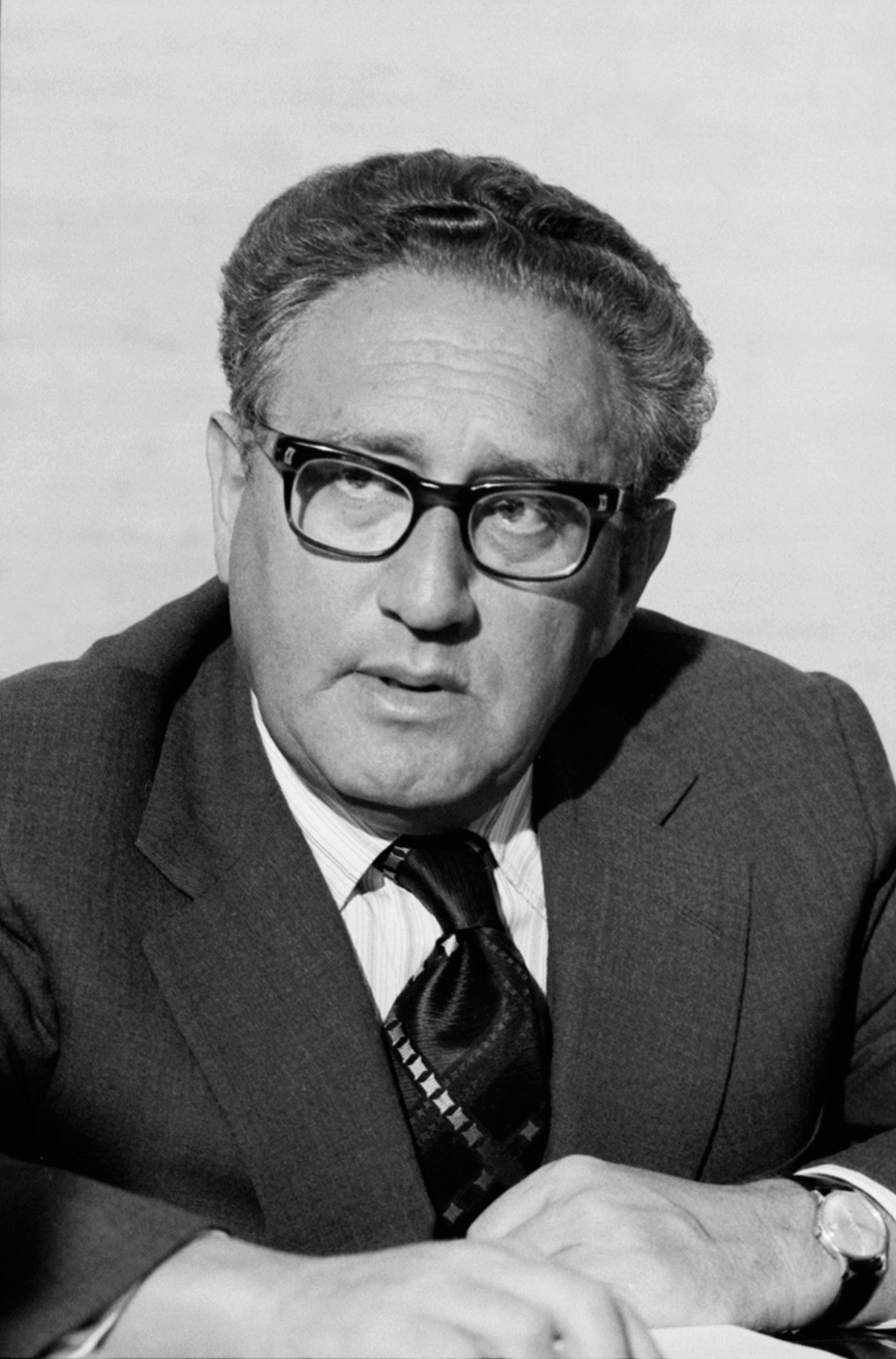
Henry Kissinger, secretario de Estado de Estados Unidos durante la presidencia de Richard Nixon y Gerald Ford; según el investigador británico Christopher Hitchens, "Kissinger y su equipo idearon el proyecto destinado a asesinar al general chileno René Schneider, que no sólo era líder de las Fuerzas Armadas de Chile sino que no hubiera aceptado el golpe de Estado".

Por otra parte, conviene destacar el contexto en que se pone en marcha la Operación Cóndor. A mediados de los años 1970, tras una serie de golpes de Estado, se cuenta con una verdadera red de dictaduras en el Cono Sur y en América Latina:
- En Paraguay, el general Alfredo Stroessner llega al poder en 1954 tras un golpe de Estado.
- En Brasil, los militares derrocan en 1964 al gobierno democrático de João Goulart.
- En Bolivia, el general Hugo Bánzer llega al poder en 1971, después de una serie de golpes de Estado.
- En Uruguay, se instala una dictadura cívico-militar en junio de 1973.[38]
- En Chile se instala en septiembre de 1973 una dictadura dirigida por el general Augusto Pinochet tras un golpe de Estado contra el presidente socialista Salvador Allende.
- En Perú, el general Francisco Morales Bermúdez llega al poder en 1975 tras un golpe de Estado al presidente izquierdista y amigo de URSS Juan Velasco Alvarado.
- En Argentina, la junta militar presidida por el general Jorge Rafael Videla toma el poder en 1976 tras un golpe de Estado a la presidenta peronista María Estela Martínez de Perón.

El periodista estadounidense A.J. Langguth atribuye a un operativo de la Agencia Central de Inteligencia (CIA) estadounidense (como parte defensiva de la Guerra Fría, para impedir la propagación del comunismo en América Latina) la organización de las primeras reuniones entre funcionarios de seguridad uruguayos y argentinos para discutir la vigilancia de los exiliados políticos, así como su actuación como intermediaria en las reuniones entre los dirigentes de los escuadrones de la muerte brasileños, la Alianza Anticomunista Argentina (Triple A) y agentes uruguayos.
En la Argentina en el año 1974, tres figuras de pensamiento Nacionalista católico fueron asesinadas. Una de ellas, Jordán Bruno Genta, fue baleado frente a su familia. Los dos restantes (Carlos Sacheri y Carlos Mugica) fueron baleados también. Sacheri fue baleado frente a su familia y sus siete hijos, mientras que Mugica lo fue tras haber celebrado la misa y se dirigía a su auto.
En 1970 fue asesinado a su vez el expresidente Pedro Aramburu, de un marcado antiperonismo. Ya retirado de su cargo presidencial, Aramburu fue secuestrado por montoneros. De ahí fue llevado a Timote, desde donde fue “juzgado” por sus mismos secuestradores que luego pusieron fin a su vida.
Pero Estados Unidos hizo más que organizar los encuentros: la división de servicios técnicos de la CIA suministró equipos de tortura a brasileños y argentinos (entre otros) y ofreció asesoramiento sobre el grado de shock que el cuerpo humano puede resistir, señala también Langguth.
En 2007, la profesora Joan Patrice McSherry, apoyándose en un documento desclasificado de la CIA fechado el 23 de junio de 1976, confirma el secuestro y tortura de refugiados chilenos y uruguayos en Buenos Aires. Dicho documento explica que ya «a principios de 1974, oficiales de seguridad de Argentina, Chile, Uruguay, Paraguay y Bolivia se reunieron en Buenos Aires para preparar acciones coordinadas en contra de blancos subversivos».

## Historia
El Plan Cóndor fue establecido el 25 de noviembre de 1975 en una reunión realizada en Santiago de Chile entre Manuel Contreras, el jefe de la DINA (policía secreta chilena), y los líderes de los servicios de inteligencia militar de Argentina, Bolivia, Chile, Paraguay y Uruguay, A partir de 1976, la DINA chilena y su par argentino, la SIDE, fueron la vanguardia del Plan Cóndor.
Línea de tiempo de las dictaduras que participaron en el Plan Cóndor
El 22 de diciembre de 1992, un volumen importante de información sobre la Operación Cóndor salió a la luz cuando José Fernández, un juez de Paraguay, visitó una comisaría en el Lambaré —conurbano de Asunción— para buscar archivos de un ex preso político. En su lugar se encontró con lo que se conoció como los Archivos del Terror, donde se detalla el destino de miles de latinoamericanos secretamente secuestrados, torturados y asesinados por los servicios de seguridad de Argentina, Bolivia, Brasil, Chile, Paraguay y Uruguay. Los documentos probaron la existencia del acuerdo entre estos países para intercambio de informaciones y prisioneros, y que el Operativo Cóndor asesinó a unos 50 000 opositores políticos en Latinoamérica (30 000 de ellos desaparecidos) y apresó a alrededor de 400 000. Un cable de ANSA, publicado en tapa del matutino ABC Color, de Asunción, dio cuenta el 2 de diciembre de 2012 que no fue una "casualidad" el descubrimiento de los "Archivos del Terror", sino consecuencia, tardía por las difíciles condiciones políticas de Paraguay, de las operaciones de contrainteligencia relatadas por Alberto Nadra que involucraban a periodistas de la sede en Buenos Aires de la agencia soviética Tass y un alto oficial del Ejército paraguayo residente en Asunción.
De acuerdo con estos archivos, otros países como Perú cooperaron en diversos grados, proporcionando información de inteligencia en respuesta a las peticiones de los servicios de seguridad de los países del Cono Sur. A pesar de que Perú no se encontraba en la reunión secreta de noviembre de 1975 en Santiago de Chile, hay pruebas de su colaboración con los regímenes del Cono Sur. Por ejemplo, en junio de 1980, se conoció que el gobierno de Perú colaboró con agentes argentinos del Batallón de Inteligencia 601 en el secuestro, tortura y desaparición de un grupo de Montoneros que se encontraban exiliados en Lima.
Los "archivos del terror", recuperados por jueces argentinos, permitieron conocer que la Operación Cóndor se caracterizaba por un encubrimiento de las operaciones transfronterizas dirigidas contra opositores de los gobiernos integrantes del plan.

### Políticas económicas
Durante este período de políticas neoliberales, el nivel de endeudamiento contraído por las dictaduras militares alcanzó aumento considerablemente respecto a los gobiernos anteriores. Bajo la propuesta de Ronald Reagan definiendo que el Estado no es la solución, sino el problema, Estados Unidos junto con el FMI llevó a cabo una táctica para implantar el modelo económico en los países de Latinoamérica, calificado habitualmente como liberal o neoliberal, ya que estos contaban con numerosos recursos y bienes nacionales que significaban mucho valor para las empresas privadas y que, apropiándoselos, pondrían a funcionar en todo el continente su modelo capitalista. En Chile el gobierno constitucional de Salvador Allende era un gran peligro para los intereses económicos del gobierno estadounidense, pues Chile planeaba nacionalizar los bienes del territorio y empezó fuertes relaciones económicas con la URSS.
La ALALC jugó un papel importante en la incorporación de América Latina bajo el liderazgo de Estados Unidos, un importante acontecimiento que definiría la estrategia de implementar el liberalismo económico/neoliberalismo, en la región fue en 1969, se reunió en Asunción la Comisión Consultiva de Asuntos Empresariales, lo más destacado fue la reafirmación de "la orientación de la economía latinoamericana, en el sentido de que la integración económica de la Zona ha de lograrse con base en el desarrollo de la empresa privada fundamentalmente". La falta de una regulación conjunta para las inversiones extranjeras impulsó la complementariedad entre las subsidiarias de las empresas multinacionales que actuaban en América Latina, en vez de complementar las economías de la región de manera integral, profundizando así las asimetrías ya existentes entre los países (datos de INTAL-BID, 1974: 20), generando "islas productivas", en beneficio del capital extranjero y en perjuicio de la integración latinoamericana, incluso dentro de cada país (datos de Tavares, 1998).
En Brasil la embajada de Estados Unidos había participado directamente en el golpe de Estado de 1964. Documentos de esos días muestran que el golpe tuvo un planificado respaldo material de Estados Unidos, con armamentos y una "fuerza de tareas" de apoyo enviada en marzo de ese año al Atlántico Sur. La desnacionalización de la economía por parte del Gobierno de Castelo Branco dejó en condiciones inferiores a las fábricas de capital nacional, pues la Instrucción 289 de principios de 1965 permitía a empresas extranjeras obtener préstamos fuera de fronteras de 7 a 8 % de intereses, mientras que las empresas nacionales pagaban cerca del 50 % de intereses por los créditos. Roberto de Oliveira Campos, ministro de Planeamiento de la dictadura y artífice de la política del FMI en Brasil, justificó su política sosteniendo que «Obviamente, el mundo es desigual. Hay quien nace inteligente y hay quien nace tonto. Hay quien nace atleta y hay quien nace tullido. El mundo se compone de pequeñas y grandes empresas. Unos mueren temprano, en el primor de su vida; otros se arrastran, criminalmente, por una larga existencia inútil. Hay una desigualdad básica fundamental en la naturaleza humana, en la condición de las cosas. A esto no escapa el mecanismo del crédito. Postular que las empresas nacionales deban tener el mismo acceso que las empresas extranjeras al crédito extranjero es simplemente desconocer las realidades básicas de la economía».
Bolivia se veía acorralada por las condiciones puestas por los organismos internacionales y créditos de los Estados Unidos, pues le negaba a Bolivia aceptar ofertas de la URSS, Checoslovaquia y Polonia para la creación de una industria petroquímica que ayudase a dicha nación. Ante esto, Bolivia se vio obligada en aceptar importar productos exclusivamente de Estados Unidos.
También fue un proceso de invasión bancaria, que desviaba los recursos y ahorros latinoamericanos hacia empresas norteamericanas y a la vez estrangulaba a las empresas nacionales debido a la falta de crédito. La AID ayudó en la implementación de estas políticas liberales/neoliberales dejando el camino a capitalistas norteamericanos de diversas maneras.
En Argentina, la política económica de José Alfredo Martínez de Hoz, ministro de Economía de la dictadura, implementada a partir del 2 de abril de 1976, marca el inicio de un proceso de destrucción del aparato productivo y de aumento de la deuda con el FMI para dicho país. La especulación financiera a corto plazo floreció, mientras que la evasión fiscal crónica y los déficits presupuestarios se mantuvieron elevados. Los frecuentes decretos de congelación salarial siguieron deprimiendo el nivel de vida en general, y la desigualdad de ingresos aumentó.
Durante el mandato de Martínez de Hoz, la deuda externa de Argentina se multiplicó por cuatro, y las disparidades entre las clases altas y bajas se hicieron mucho más pronunciadas. El período terminó con una devaluación diez veces mayor y una de las peores crisis financieras de la historia argentina. En el libro Your Money or your Life ("Su dinero o su vida"), el historiador y politólogo Éric Toussaint escribe:

La mayor parte de los préstamos concedidos a la dictadura argentina procedían de los bancos privados de EE.UU. Hay que destacar el total acuerdo de las autoridades de EE.UU. (ya sea la Reserva Federal o la administración americana), con esta política de endeudamiento. El gobierno, para obtener préstamos de los bancos privados, exigió que las empresas argentinas se endeudaran con los bancos privados internacionales. Las empresas públicas se convirtieron así en la palanca fundamental para la desnacionalización del Estado, y la pérdida de la soberanía nacional.

Eduardo Galeano escribe en su libro Las venas abiertas de América Latina, sobre las políticas del FMI:

Sus fórmulas no solo han fracasado en la estabilización y desarrollo, sino que además han intensificado el estrangulamiento externo de los países, han aumentado la miseria de las grandes masas desposeídas, poniendo al rojo vivo las tensiones sociales, y han precipitado la desnacionalización económica financiera, al influjo de los sagrados mandamientos de la libertad de movimiento de los capitales.

## Casos notables
El asesinato del general chileno Carlos Prats en Argentina y del exministro del gobierno de Salvador Allende, Orlando Letelier en Estados Unidos, fueron partes de la operación, además del atentado para asesinar en Roma a Bernardo Leighton, organizado por el terrorista italiano Stefano Delle Chiaie, quien era un miembro de la Operación Gladio. Quien accionó la ametralladora que hirió gravemente a Bernardo Leighton y a su esposa, fue el terrorista de origen cubano Orlando Bosch Ávila. En Madrid intentaron secuestrar a líderes del MIR chileno mientras que en Roma operaron contra disidentes políticos argentinos.
Los agentes de la Operación Cóndor actuaron tanto en países de América Latina como en Estados Unidos y Europa. Con Vincenzo Vinciguerra, el italiano Stefano Delle Chiaie ha hablado sobre los asesinatos de Prats y Letelier; según él, participó en las dos operaciones, el ciudadano estadounidense Michael Townley exagente de la CIA. El terrorista cubano-estadounidense Luis Posada Carriles también participó en la reunión en la que se decidió asesinar a Orlando Letelier, quien se había exiliado en Estados Unidos. Además, según investigaciones actuales, puede ser que Eduardo Frei Montalva haya sido asesinado por veneno creado en la Colonia Dignidad.

### En Argentina
El 30 de septiembre de 1974, en Buenos Aires, el retirado general del ejército chileno Carlos Prats fue asesinado junto con su esposa Sofía Cuthbert, fuera de su propio departamento, por una bomba activada a control remoto, lanzando los restos hasta el balcón planta novena del edificio de enfrente. Según las investigaciones del escritor uruguayo Fernando Butazzoni, en el atentado participó activamente la esposa de Townley, la escritora chilena Mariana Callejas.
Según documentos secretos entregados a la prensa, el agente de la DINA Juan Morales Salgado vigilaba los detalles de la vida de Prats y su esposa. Días antes del atentado de Prats y su esposa habían iniciado trámites secretos para dejar el país. El autor material del atentado fue el ciudadano estadounidense Michael Townley, agente de la CIA
Sin embargo, las operaciones no siempre se trataron de asesinatos, también se ocupaban de la captura y entrega de personas consideradas "sediciosas" o "subversivas" por los distintos regímenes dictatoriales. Un caso de importante repercusión fue el del matrimonio Zaffaroni, quienes fueron secuestrados y desaparecidos en Argentina el 27 de septiembre de 1976. Ambos fueron llevados al centro clandestino Automotores Orletti y luego trasladados a Uruguay. Este caso tomó relevancia en 1998 al ser encontrada la hija de la pareja, Mariana Zaffaroni, quien había sido apropiada por un agente de la Secretaría de Inteligencia.

### En Brasil
La no necesidad de una actuación o intervención destacada de Estados Unidos en Brasil prevaleció tras una tradición por parte de esta última dictadura militar conservada y afincada en el poder desde Castelo Branco, pasando por los años más represivos con Emílio Garrastazu Médici, hasta la apertura democrática realizada hacia el final de la dictadura de João Figueiredo en 1985.
En Brasil, la Comisión Nacional de la Verdad, creada por la Ley 12528/2011 con la finalidad de investigar graves crímenes contra los Derechos Humanos, en el período de 18 de septiembre de 1946 a 5 de octubre de 1988, en el marco de la Operación Cóndor examinó un conjunto de documentos, obtenidos de archivos de Brasil, Argentina, Estados Unidos y Paraguay que confirman la participación de órganos y agentes de la dictadura brasileña que sirvieron para la preparación de operaciones clandestinas que resultaron en graves violaciones de derechos humanos de ciudadanos brasileños en el exterior, así como de extranjeros en Brasil.

#### Secuestro de los uruguayos
El evento con mayor reconocimiento internacional fue en objeto la represión de Uruguay en Brasil en un evento que ocurrió en noviembre de 1978 y, más tarde conocida como la "O sequestro dos uruguaios», es decir, "El secuestro de los uruguayos". En aquella ocasión, bajo el consentimiento de la dictadura militar brasileña, altos oficiales del ejército uruguayo viajaron en secreto con dirección a Porto Alegre, capital del Estado de Rio Grande do Sul. Allí secuestraron a una pareja de militantes de la oposición política uruguaya, Universindo Rodríguez Díaz y Lilian Celiberti, junto con sus dos hijos, Camilo y Francesca, 8 y 3 años de edad.
La operación fracasó cuando dos periodistas brasileños —el reportero Luiz Cláudio Cunha y el fotógrafo João Baptista Scalco, de la sucursal de la revista Veja en Porto Alegre—- alertados por una llamada telefónica anónima, fueron al departamento donde vivía el matrimonio, en el barrio del Menino Deus de la capital gaúcha. Allí, confundidos con compañeros de los uruguayos, los periodistas fueron recibidos por hombres armados que mantenían retenida a Lílian. Universindo y sus hijos ya habían sido llevados a Uruguay clandestinamente. La inesperada llegada de los periodistas rompió el sigilo de la operación, que rápidamente fue desmontada para llevar también a Lílian a Montevideo.
En 1980, dos inspectores de la DOPS (Departamento de Orden Político y Social, una rama oficial de la policía a cargo de la represión política durante la dictadura militar) fueron condenados por la Justicia brasileña, los hombres armados que habían detenido a los periodistas en el apartamento de Lilian en Porto Alegre. Eran João Augusto da Rosa y Orandir Portassi Lucas (un exjugador de fútbol conocido como Didi Pedalada), ambos identificados como participantes en la operación de secuestro por parte de los periodistas y la pareja de Uruguay, lo que sin duda confirma la participación del Gobierno del Brasil en la Operación Cóndor. En 1991, a través de la iniciativa del gobernador Pedro Simón, el Estado de Rio Grande do Sul reconoció oficialmente el secuestro de los uruguayos y los compensó por él, inspirando al gobierno democrático del presidente Luis Alberto Lacalle de Uruguay a hacer lo mismo un año después.

#### João Goulart y las circunstancias no esclarecidas sobre su muerte
Después de su derrocamiento, João Goulart se convirtió en el primer presidente brasileño que murió en el exilio. Murió mientras dormía en la ciudad argentina de Mercedes, el 6 de diciembre de 1976 de un supuesto ataque al corazón. Pasarían más de tres décadas para que su cuerpo fuera sometido a una autopsia. El 26 de abril de 2000, el exgobernador de Río de Janeiro, Leonel Brizola sostuvo que los expresidentes de Brasil Joao Goulart y Juscelino Kubitschek fueron asesinados como parte de la Operación Cóndor, y pidió la apertura de las investigaciones sobre sus muertes. Juscelino Kubitschek murió en un accidente de automóvil.
El 27 de enero de 2008, el periódico Folha de São Paulo publicó una historia con una declaración de Mario Neira Barreiro, exmiembro del servicio de inteligencia de la dictadura de Uruguay, y declaró que Goulart fue envenenado, haciendo suyas las sospechas de Brizola. La orden de asesinar a Goulart, según él, provenía de Sérgio Fleury, director del Departamento de Ordem Política e Social (Departamento de Orden Político y Social) y la licencia para matar vino del presidente Ernesto Geisel mismo. En julio de 2008, una comisión especial de la Asamblea Legislativa de Rio Grande do Sul, estado de origen de Goulart, dio a conocer un documento que dice que "las evidencias de que João fue asesinado intencionalmente, con conocimiento del gobierno de Geisel, son fuertes".
El 13 de noviembre de 2013, a pedido de su familia en un intento por esclarecer las circunstancias de su muerte, autoridades brasileñas exhumaron sus restos. En las pericias colaboraron laboratorios de Brasil, Portugal y España, acompañados por especialistas de Uruguay, Argentina y Cuba. Más de un año después de iniciados los estudios, el 1 de diciembre de 2014, la prensa hace públicos los resultados. Estos no son concluyentes, puesto que por un lado no se encontraron restos de veneno, pero tampoco se descartó su uso, dado los cambios químicos que ha sufrido el cuerpo en el tiempo transcurrido.

### En Chile
Cuando Augusto Pinochet fue arrestado en Londres en 1998 en respuesta a la petición del magistrado español Baltasar Garzón para su extradición a España, información relativa a la Operación Cóndor fue revelada. Uno de los abogados que pidieron su extradición habló de un intento de asesinar a Carlos Altamirano, líder del Partido Socialista de Chile: se afirmó que Pinochet se reunió con el terrorista italiano Stefano Delle Chiaie durante el funeral de Franco en Madrid en 1975 para asesinar a Altamirano. Pero como con Bernardo Leighton, quien fue baleado en Roma en 1975 después de una reunión el mismo año en Madrid entre Stefano Delle Chiaie, el exagente de la CIA Michael Townley y anticastrista Virgilio Paz Romero, el plan finalmente fracasó.
El general Carlos Prats y su esposa fueron asesinados por la DINA chilena el 30 de septiembre de 1974 por un atentado con coche bomba en Buenos Aires, donde vivían en el exilio. En Chile, el juez de instrucción de este caso, Alejandro Solís, determinó definitivamente el fin a la persecución de Pinochet por este caso en particular después de que la Corte Suprema de Chile rechazó una demanda para revocar su inmunidad judicial en enero de 2005. Los líderes de la DINA, entre ellos el jefe Manuel Contreras, exjefe de la operación y el general retirado Raúl Iturriaga Neumann, su hermano Roger Iturriaga, y los exbrigadieres Pedro Espinoza Bravo y José Zara, están acusados en Chile de este asesinato. El agente de la DINA Enrique Arancibia Clavel fue condenado en Argentina por el asesinato.
Otro objetivo fue Orlando Letelier, exministro del gobierno de Allende que fue asesinado por la explosión de un coche bomba en Washington, el 21 de septiembre de 1976. Su asistente, Ronni Moffitt, ciudadana de los EE. UU., también murió en la explosión. Michael Townley, el general Manuel Contreras, exjefe de la DINA, y el brigadier Pedro Espinoza Bravo, también antes de la DINA, fueron condenados por los asesinatos. En 1978, Chile aceptó entregar Townley a los EE. UU., a fin de reducir la tensión sobre el asesinato de Letelier. Townley, sin embargo, fue liberado en el marco del programa de protección de testigos. La justicia de EE. UU. está a la espera de Pedro Espinoza a ser extraditado.
En un artículo publicado 17 de diciembre de 2004 en Los Angeles Times, Francisco Letelier, hijo de Orlando Letelier, escribió que el asesinato de su padre fue parte de la Operación Cóndor, que se describe como "un intercambio de inteligencia de red utilizado por seis dictadores del Sur de la época para eliminar a los disidentes ". Francisco Letelier, declaró: "El asesinato de mi padre era parte del Cóndor." Michael Townley ha acusado a Pinochet de ser responsable de la muerte de Orlando Letelier. Townley confesó que había contratado a cinco cubanos anticastristas exiliados para colocar la bomba en el coche de Letelier.

### En Paraguay
La larga dictadura de Alfredo Stroessner se convirtió en coetánea de los dictadores Jorge Rafael Videla y Augusto Pinochet. Los Archivos del horror de Paraguay de 1992 constituyen una de las evidencias más poderosas de la represiva dictadura paraguaya.
Según los Archivos del Terror descubiertos por Martín Almada, en la ciudad de Lambaré, Paraguay, en 1992, el Plan Cóndor dejó un saldo de 50 000 muertos, 30 000 desaparecidos y 400 000 presos.

### En Uruguay

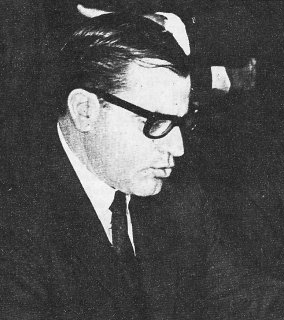
Elegido democráticamente en 1971, Juan María Bordaberry disolvió las cámaras en 1973 e instauró una dictadura que se extendería hasta 1985.

Coincidentemente a la década de los 70, de acuerdo a los procedimientos habituales de las dictaduras del Cono Sur en su declaración de gobernantes de facto, Juan María Bordaberry se autonominó dictador prohibiendo al resto de los partidos políticos su existencia. En este país el golpe de Estado se dio en el año 1973 y perduró hasta 1985, lapso en el que se asesinó, torturó, encarceló, secuestró y desapareció a una gran cantidad de personas, bajo el argumento de la lucha contra la "subversión". Previo a 1973, ya existían agentes de la CIA asesorando a las fuerzas de seguridad uruguayas, cuyo ejemplo más conocido fue Dan Mitrione, quien enseñó métodos de tortura a la policía en Uruguay. Previamente había enseñado estos métodos a los comandantes militares sudamericanos en la Escuela de las Américas situada en Panamá. Con relación a su población, Uruguay fue el país que tuvo mayor número de presos políticos durante la Operación Cóndor. La CNT del Uruguay (Central Nacional de Trabajadores) mantuvo una huelga general por 15 días a raíz del golpe de Estado.
Hacia mediados de 2022, frente a la falta de avances en la investigación y el esclarecimiento de los hechos, el Grupo de Trabajo de la ONU sobre Desapariciones Forzadas o Involuntarias instó a las autoridades de Uruguay a que establezcan a la brevedad "(...) una política de Estado (...) que rompa el silencio y contribuya a mejorar la recolección de información tanto de fuentes humanas como documentales" y señaló que "Es imperativo que el Estado asuma su responsabilidad y revierta inmediatamente" la inacción en el tema.

### En Bolivia
La historia de los Gobiernos militares en Bolivia (1964-1982) y de inestabilidad política facilitaban en Bolivia una dictadura militar como la de Hugo Banzer Suárez propiciada hacia principios de los años setenta. Al igual que en otros países latinoamericanos, este régimen se instauró tras derrocar al dictador de izquierda Juan José Torres con ayuda norteamericana.

### En Perú
El legislador peruano Javier Diez Canseco declaró que él y doce compatriotas suyos (Justiniano Apaza Ordóñez, Hugo Blanco Galdós, Genaro Ledesma Izquieta, Valentín Pacho, Ricardo Letts Colmenares, César Lévano, Ricardo Napurí, José Luis Alvarado Bravo, Alfonso Baella Tuesta, Guillermo Faura Gaig, José Arce Larco y Humberto Damonte), todos opositores a la dictadura de Francisco Morales Bermúdez, fueron expatriados y entregados en 1978, después de ser secuestrados en Perú, a las fuerzas armadas argentinas en la ciudad de Jujuy. También afirmó que existe documentación desclasificada de la CIA e informaciones cablegráficas difundidas por Wikileaks, que dan cuenta de los nexos del gobierno de Morales Bermúdez con la Operación Cóndor. En julio de 2019 la justicia italiana condenó a cadena perpetua a Morales Bermúdez, junto al primer ministro Pedro Richter Prada y al general Germán Ruíz Figueroa, por la desaparición de ciudadanos italianos.

### En México
El caso de México es muy peculiar; pese a que no formó parte del "Plan Cóndor", estuvo involucrado de manera indirecta en su financiamiento e incluso en su planificación, y a diferencia de los países sudamericanos, el país no era controlado por una junta militar, sino que estaba gobernado por el Partido Revolucionario Institucional (PRI), que se mantuvo en el poder de manera ininterrumpida por 71 años (1929-2000) y del cual, sus gobernantes aplicaron un conjunto de medidas de represión militar y política, encaminadas a disolver movimientos de oposición política y armada contra el Estado Mexicano. A este periodo ocurrido entre los años 1952 y 2000, se le conoce como "Guerra Sucia".
Desde el gobierno de Adolfo López Mateos (1958-1964), la represión de disidentes políticos y movimientos sociales se hizo evidente, tal es el caso de la Huelga ferrocarrilera de 1959 o el asesinato de Rubén Jaramillo en 1962. A esto, le siguió el gobierno de Gustavo Díaz Ordaz (1964-1970), en el que ocurrieron hechos como el Asalto al cuartel de Madera, Chihuahua en 1965 y el Movimiento estudiantil de 1968. En su momento, surgió la "hipótesis" de que el movimiento era impulsado por el Partido Comunista Mexicano, con el apoyo de Cuba, China y la Unión Soviética; así que se implementó una campaña en medios de comunicación para reforzar la idea de la "conjura comunista" entre la población, tendiente a justificar una represión a gran escala que exterminara, entonces, a un movimiento caracterizado como un riesgo a la "Seguridad Nacional" y a la Soberanía.
La injerencia estadounidense tuvo un papel destacado en el curso del movimiento, ya que el jefe de la Estación CIA-México Winston M. Scott, creó un programa conocido como "LITEMPO" (El dígrafo LI representa las operaciones de la CIA en México), que operó entre los años 1956 a 1969, para intercambiar información entre la CIA y "altos oficiales y funcionarios selectos" de México, como el propio Díaz Ordaz y López Mateos, el entonces secretario de Gobernación Luis Echeverría Álvarez, y Fernando Gutiérrez Barrios, el entonces jefe de la Dirección Federal de Seguridad (DFS). Tanta era la tensión política, que según las palabras de Miguel Nazar Haro (director de la DFS de 1978 a 1982), el embajador estadounidense en México Fulton Freeman le ofreció al secretario de Defensa Nacional Marcelino García Barragán, dar un Golpe de Estado: "El general Marcelino García Barragán no quiso dar el golpe (de Estado). Mandó a la chingada al embajador (Fulton Freeman)". Con lo del movimiento estudiantil se alarmaron (en Washington), que iban a hacer una revolución, y el embajador de Estados Unidos entró a ver a don Marcelino y le dijo: ‘dé un golpe de Estado y tome la Presidencia para calmar la situación’. El general le contestó: ‘yo no voy a pasar a la historia como traidor a la patria’".
Toda esta ola de acontecimientos desencadenó en la "Operación Galeana", que culminó en la Masacre de Tlatelolco, Ciudad de México el 2 de octubre de 1968, convirtiéndose Díaz Ordaz en responsable intelectual, junto con Luis Echeverría y el Gral. García Barragán, del asesinato, detención y desaparición de varias centenas de estudiantes. En el operativo participaron la Secretaría de Gobernación, el Ejército Mexicano, la DFS y el Batallón Olimpia. 
Durante el gobierno de Luis Echeverría (1970-1976), la "guerra sucia" se encontraba en su apogeo. El 10 de junio de 1971 tuvo lugar el "Halconazo" o la Matanza del Jueves de Corpus, perpetrada por un grupo paramilitar conocido como los "Halcones". Dicha organización fue creada por el jefe del Estado Mayor Presidencial (EMP) Luis Gutiérrez Oropeza y el Gral. Manuel Díaz Escobar bajo las órdenes del Gral. Alfonso Corona del Rosal (jefe del Departamento del Distrito Federal de 1966 a 1970), y cuyos integrantes, bajo las órdenes del Gral. Carlos Humberto Bermúdez Dávila, actuaron como francotiradores en Tlatelolco el 2 de octubre de 1968. El presidente Echeverría ordenó la represión, aunque públicamente se desligó de los hechos y pidió en consecuencia la renuncia del entonces jefe del Departamento del Distrito Federal (DDF) Alfonso Martínez Domínguez. El Gral. Díaz Escobar fue empleado del DDF hasta 1973, fecha en la que fue enviado como agregado militar a Chile para sustituir al Gral. Mario Ballesteros Prieto, quien murió en enero de ese mismo año. Los generales Ballesteros Prieto y Díaz Escobar fueron piezas del ajedrez anticomunista que jugó Estados Unidos durante la Guerra Fría. Entre 1972 y 1973, en Chile, las historias profesionales de estos generales mexicanos sería clave en la planificación y desarrollo del Golpe de Estado de Augusto Pinochet. Díaz Escobar fue un fiel simpatizante de Pinochet y sería colaborador de Manuel Contreras, director de la Dirección de Inteligencia Nacional (DINA).
Ante las masacres de 1968 y 1971, diversos grupos de izquierda evaluaron que se encontraba agotada la vía pacífica e institucional y veían que el Estado Mexicano estaba decidido a acabar con los movimientos, por lo que decidieron pasar a la clandestinidad y optar por la opción armada de la guerrilla ante la valoración política de que sería imposible democratizar el poder por vías pacíficas. Las organizaciones guerrilleras más importantes que surgieron a finales de los 60s y principios de los 70 fueron: El Partido de los Pobres (PDLP) de Lucio Cabañas en 1967, la Asociación Cívica Nacional Revolucionaria (ACNR) de Genaro Vázquez Rojas en 1968, el Movimiento de Acción Revolucionaria (MAR) en 1969 y la Liga Comunista 23 de Septiembre (LC23S) en 1973. La forma de actuar de estos grupos fue mediante el principio de "Guerra popular prolongada", el robo a bancos, la planeación de secuestros a funcionarios o empresarios prominentes (famoso es el caso del intento de secuestro al empresario Eugenio Garza Sada el 17 de septiembre de 1973 a manos de la LC23S, o el secuestro al gobernador guerrerense Rubén Figueroa Figueroa en 1974 a manos del PDLP). Destaca además, un intento de insurrección popular conocida como Operación "Asalto al Cielo" de la LC23S en la ciudad de Culiacán, Sinaloa el 16 de enero de 1974.
Las actividades de estas organizaciones representaban un peligro latente a la seguridad del país, así que, con el fin de desarticular estas "organizaciones terroristas", se llevaron a cabo técnicas de Contrainsurgencia y acciones de terrorismo de Estado. En 1971, el secretario de Defensa Nacional Hermenegildo Cuenca Díaz, anunció el inicio del “Plan Telaraña”, que tenía como objetivo la anulación de la influencia y capacidad de desafío político al régimen por parte del PDLP y la ACNR. El Ejército mexicano involucró cerca de 3 mil efectivos en esta operación que actuó en todos los municipios del estado de Guerrero. Los grupos de seguridad nacional no sólo actuaron en ese estado, también lo hicieron en la Ciudad de México, donde llevaron a cabo detenciones y desapariciones. Como parte del plan, los generales Mario Arturo Acosta Chaparro y Francisco Quirós Hermosillo implementaron los famosos "Vuelos de la muerte", un método que consta en los Manuales de Tortura de la Escuela de las Américas y que fue usado por los gobiernos militares de Sudamérica durante las décadas de 1970 y 1980. Otro ejemplo es el de la LC23S, este grupo actuaba principalmente en las zonas urbanas más importantes del país, como en Guadalajara, Monterrey, Culiacán, Durango, San Luis Potosí, Morelia, Puebla, Toluca, Cuernavaca, la Zona Metropolitana del Valle del México, entre otras; además, contaba con una estructura militar y política más organizada, por lo que era urgente su aniquilación. Para esto, se requirió de la infiltración, el espionaje, la vigilancia, la persecución, el secuestro, la tortura y el asesinato de militantes de esta organización. También, se propició la creación de "escuadrones de la muerte" para contrarrestar la capacidad combatiente de la LC23S, como el Cuartel General contra la Subversión en Nuevo León en 1973 y la Brigada Blanca en 1976, creada por Nazar Haro, Acosta Chaparro, Quirós Hermosillo y Arturo "el Negro" Durazo, jefe de la Dirección General de Policía y Tránsito del Distrito Federal (DGPTDF) de 1976 a 1982.
Ya en el gobierno de José López Portillo (1976-1982), se llevó a cabo la "Operación Cóndor", la cual, fue impulsada por la CIA y la DEA y se desarrolló principalmente en la zona conocida como el "Triángulo dorado" en los estados de Sinaloa, Durango y Chihuahua entre los años de 1977 y 1983. Fue la primera operación conjunta entre el Ejército Mexicano e instituciones como la Procuraduría General de la República (PGR), la Policía Judicial Federal y la Dirección Federal de Seguridad (DFS), que tenía como objetivo la "erradicación de cultivos de marihuana y amapola" mediante el uso masivo de herbicidas. Fue dirigida por Alejandro Gertz Manero (en aquel entonces Oficial Mayor de la PGR) y el secretario de Defensa Nacional Félix Galván López, y ejecutada por los generales José Hernández Toledo, Roberto Heine Rangel y Manuel Díaz Escobar, el procurador Óscar Flores Sánchez y Miguel Nazar Haro. El operativo resultó ser una de tantas medidas de contrainsurgencia aplicadas por el gobierno mexicano, ya que se registraron grandes desplazamientos de campesinos y casos en donde militares y agentes de la DFS y la Brigada Blanca cometían detenciones arbitrarias, secuestros, desapariciones forzadas, violaciones, torturas y asesinatos extrajudiciales de activistas sociales, opositores políticos y militantes de organizaciones guerrilleras; e incluso protegían a narcotraficantes como Pedro Avilés Pérez y Ernesto Fonseca Carrillo. Entre 1978 y 1989, surgiría el Cártel de Guadalajara, que junto con la CIA, estarían implicados en el escándalo Irán-Contras y en el secuestro, tortura y asesinato del agente de la DEA Enrique Camarena Salazar en 1985 (siendo este hecho, un preludio de la Guerra contra el narcotráfico en México).

### Otros casos
Edgardo Enríquez Espinoza, líder chileno del MIR, fue desaparecido en Argentina. Jorge Fuentes, otro líder del movimiento, fue detenido en Paraguay. Alexei Jaccard y Ricardo Ramírez fueron secuestrados en Buenos Aires en mayo de 1977, y el mismo año se desmanteló una red de apoyo al partido comunista en Argentina. También se denunciaron casos de represión en el país contra alemanes, españoles, peruanos y judíos. El asesinato de Juan José Torres, y los de los exdiputados uruguayos Héctor Gutiérrez y Zelmar Michelini en Buenos Aires en 1976 también fueron parte del operativo Cóndor. La DINA contactó a terroristas croatas (es decir, a emigrantes y descendientes de Ustacha), a los neofascistas italianos y al SAVAK del Sha para localizar y asesinar a disidentes en el exilio.
La Operación Cóndor estaba en su apogeo en 1976. Los exiliados chilenos en Argentina se vieron de nuevo amenazados, y tuvieron que pasar a la clandestinidad o al exilio. Diplomáticos cubanos fueron asesinados también en Buenos Aires en el famoso centro clandestino de detención Automotores Orletti, una de las 300 prisiones clandestinas de la dictadura. Estos centros fueron gestionados por el Grupo de Tareas 18 encabezado por el condenado por ladrón armado Aníbal Gordon, quien reportaba directamente al comandante general de la SIDE, Otto Paladino. "Automotores Orletti" fue la base principal de los servicios de inteligencia extranjeros que participan en la Operación Cóndor. Uno de los sobrevivientes, José Luis Bertazzo, quien fue detenido allí por dos meses, identificó a prisioneros chilenos, uruguayos, paraguayos y bolivianos que fueron interrogados por los agentes de sus propios países. Es allí que la nuera del poeta Juan Gelman, de 19 años, fue torturada junto a su esposo, antes de ser trasladados a Montevideo donde dio a luz a una bebé (Macarena Gelman), que fue robada de inmediato por oficiales del ejército uruguayo.
De acuerdo con el libro de John Dinges Los años del Cóndor, chilenos detenidos del MIR en el centro de detención Orletti le dijeron a José Luis Bertazzo que habían visto a dos diplomáticos cubanos, Jesús Cejas Arias, de 22 años, y Crescencio Galañega de 26 años, torturados por el grupo de Gordon e interrogados por un hombre que viajaba desde Miami a interrogarlos. Los dos diplomáticos cubanos, encargados de la protección del embajador de Cuba en Argentina, Emilio Aragonés, habían sido secuestrados el 9 de agosto de 1976 en la esquina de las calles Arribeños y Virrey del Pino por 40 agentes de la SIDE armados que bloquearon la calle con sus Ford Falcon, los vehículos utilizados por las fuerzas de seguridad durante la dictadura. Según Dinges el FBI y la CIA fueron informados de las detenciones. El autor cita un cable enviado por el agente del FBI en Buenos Aires, Robert Scherrer el 22 de septiembre de 1976 en el que mencionó de pasada que Michael Townley, más tarde condenado por el asesinato el 21 de septiembre de 1976 del exministro chileno Orlando Letelier en Washington, había tomado parte de los interrogatorios de los dos cubanos. El exjefe de la DINA confirmó a la jueza federal argentina María Servini de Cubría en Santiago de Chile el 22 de diciembre de 1999 que Michael Townley y el cubano Guillermo Novo Sampoll estuvieron presentes en el centro "Automotores Orletti", después de haber viajado desde Chile a Argentina el 11 de agosto de 1976, y "cooperaron en la tortura y el asesinato de los dos diplomáticos cubanos". El anticastrista cubano Luis Posada Carriles también se jactó en su autobiografía, Los caminos del guerrero, del asesinato de los dos jóvenes.
El 27 de agosto de 1975 el director de la Dirección de Inteligencia Nacional chilena (DINA) Manuel Contreras sostuvo un encuentro con el cubano Rafael Rivas Vázquez, director de la Dirección de los Servicios de Inteligencia y Prevención. Según una investigación del periodista John Dinges, en el encuentro se trató de buscar la colaboración de Venezuela con el Plan Cóndor. Algunos de estos disidentes se encontraban refugiados en Venezuela y se tenía interés por capturarlos, pero el acuerdo no se logró debido a la oposición del presidente Carlos Andrés Pérez.

## Intervención de otros países

### El papel de Estados Unidos
Archivos desclasificados de la Agencia Central de Inteligencia (CIA) estadounidense informan que Manuel Contreras, jefe de la DINA en Chile, fue invitado en 1975 al cuartel general de la CIA en Langley durante 15 días. Tras de esa visita, Contreras aparece como "creador" de la Operación Cóndor. El periodista e investigador Cristopher Hitchens indica a Henry Kissinger como ideólogo de dicha operación. En junio de 1976 en Buenos Aires, Robert C. Hill, embajador de EE. UU. al descubrir que Kissinger había dado a los generales argentinos una "luz verde" para el terrorismo de Estado de la junta , en una reunión de la OEA en Santiago (en el Hotel Carrera, más tarde conocido como el Hotel Cabrera, en la película Missing), Hill se apresuró a tratar de hacer retroceder la decisión de Kissinger, aunque los ayudantes de Kissinger le dijeron que si continuaba, Kissinger probablemente haría que lo despidieran. Durante esa reunión con el ministro de Relaciones Exteriores de Argentina César Augusto Guzzetti, Kissinger le aseguró que Estados Unidos era un aliado.
Un cable de 1978 del embajador de EE. UU. en Paraguay, Robert White, al Secretario de Estado Cyrus Vance, fue publicado el 6 de marzo de 2001 por el diario The New York Times. El documento fue liberado en noviembre de 2000 por el gobierno de Clinton en el marco del Proyecto de Desclasificación de Chile. En el cable, el embajador White informa una conversación con el general Alejandro Fretes Dávalos, jefe del Estado Mayor de las Fuerzas Armadas de Paraguay, quien le hace saber que los jefes de inteligencia de América del Sur involucrados en Cóndor "se mantenían en contacto unos con otros a través de una instalación de EE. UU. en la Zona del Canal de Panamá que cubre toda América Latina " y que era "empleada para coordinar información de inteligencia de los países del Cono Sur". Según Patrice McSherry (Univ. de Long Island.) el ejército y funcionarios de inteligencia de EE. UU. apoyaron y colaboraron como socios secretos o patrocinadores."

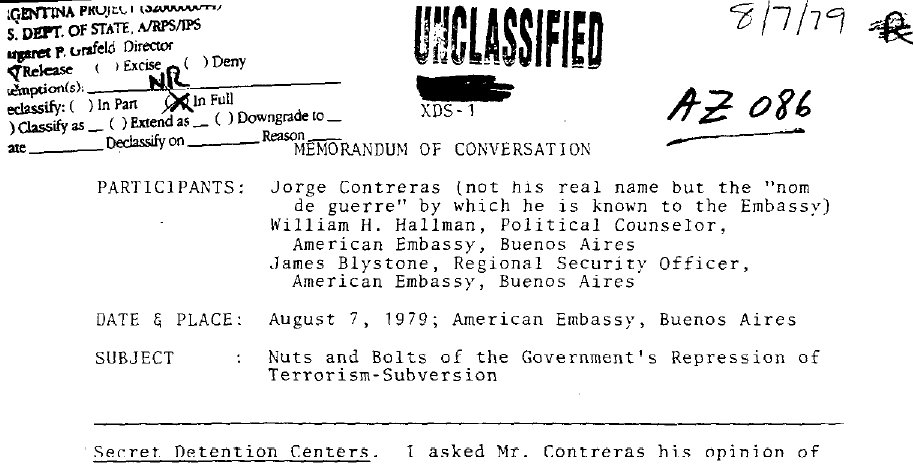
7 de agosto de 1979 Embajada de los Estados Unidos en Argentina - memorándum de la conversación con Jorge Contreras, director del Grupo de Tareas 7 de la sección de la Reunión Central de la Unidad de Inteligencia del Ejército 601, que reunió a miembros de todas las áreas de las Fuerzas Armadas Argentinas <- No debe confundirse con el jefe de la DINA Manuel Contreras Archivo original de la Agencia de Seguridad Nacional de EE. UU.

EE. UU. fue un miembro clave, proporcionando la "organización, la inteligencia y asistencia financiera a la operación."; también fue un proveedor clave de asistencia económica y militar al régimen de Videla durante la fase más temprana e intensa de la represión. A principios de abril de 1976, el Congreso aprobó una solicitud de la Presidencia de Gerald Ford, escrita y respaldada por Henry Kissinger, para otorgar $ 50,000,000 a la junta. A fines de 1976, el Congreso otorgó $ 30,000,000 adicionales en ayuda militar y las recomendaciones de la administración de Ford para aumentar la ayuda militar a $ 63,500,000 el año siguiente también fueron consideradas por el Congreso; la asistencia, el entrenamiento y las ventas militares al régimen de Videla continuaron durante la sucesiva presidencia de Jimmy Carter hasta al menos el 30 de septiembre de 1978, cuando la ayuda militar fue oficialmente detenida dentro de la sección 502B de la Ley de Asistencia Exterior.
En 1977 y 1978, Estados Unidos vendió más de $ 120,000,000 en fabricaciones militares a la Argentina y en 1977 se le otorgó al Departamento de Defensa $ 700,000 para entrenar a 217 oficiales militares argentinos. En el momento en que el programa Educación y entrenamiento militar internacional (IMET) se suspendió en Argentina en 1978, los costos totales de entrenamiento en Estados Unidos para el personal militar argentino totalizaban $ 1,115,000. Reagan, cuyo primer mandato comenzó en 1981, afirmó que el anterior gobierno de Carter había debilitado las relaciones diplomáticas de los Estados Unidos con los aliados en Argentina e invirtió la condena oficial del gobierno anterior a la Prácticas de derechos humanos de la junta. El restablecimiento de las relaciones diplomáticas permitió la colaboración de la CIA con el servicio de inteligencia argentino para capacitar y armar a la Contra nicaragüense contra el gobierno sandinista. El 601 Batallón de Inteligencia, por ejemplo, entrenó a Contras en Lepaterique en Honduras.

### La conexión francesa
La periodista francesa Marie-Monique Robin encontró en los archivos del Quai d'Orsay, del Ministerio francés de Asuntos Exteriores, el documento original que acredita un acuerdo de 1959 entre París y Buenos Aires que creó una "misión militar francesa permanente" de oficiales que habían luchado en la guerra de independencia de Argelia, y que estaba ubicado en las oficinas del jefe del Estado Mayor del Ejército Argentino. El mismo continuó hasta que el socialista François Mitterrand fue elegido presidente de Francia en 1981. La periodista demostró cómo el gobierno de Valéry Giscard d'Estaing colaboró en secreto con las dictaduras militares de Jorge Rafael Videla en Argentina y de Augusto Pinochet en Chile. Los primeros oficiales argentinos, entre ellos Alcides López Aufranc, viajaron a París para asistir a cursos de dos años en la escuela militar Ecole de Guerre en 1957, dos años antes de la Revolución Cubana y cuando no existía ningún movimiento guerrillero argentino. "En la práctica", dijo Robin a Página/12, "la llegada de los franceses a la Argentina conllevó a una ampliación masiva de los servicios de inteligencia y de la utilización de la tortura como el arma principal de guerra contra la subversión en el concepto de la guerra moderna". Los "decretos de aniquilación" firmados por Isabel Perón fueron inspirados en textos en lengua francesa. Durante la guerra de independencia de Argelia, las fuerzas policiales fueron puestas bajo la autoridad del Ejército, y en particular de los paracaidistas, quienes generalizaron las sesiones de interrogatorio, la utilización sistemática de la tortura y las desapariciones.
El 10 de septiembre de 2003, los diputados del Partido Verde francés Noël Mamère, Martine Billard e Yves Cochet solicitaron la constitución de una Comisión Parlamentaria sobre "el papel de Francia en el apoyo de los regímenes militares en América Latina 1973-1984" ante la Comisión de Relaciones Exteriores de la Asamblea Nacional, presidida por Edouard Balladur. El único periódico que informó al respecto fue el diario Le Monde. Sin embargo, el diputado Roland Blum, a cargo de la Comisión, se negó a escuchar a Marie-Monique Robin, y en diciembre de 2003 publicó un documento de 12 páginas descrito por Robin como de la mayor mala fe posible. Alegó que el acuerdo no se habría firmado, a pesar de que el documento fue obtenido por Robin en el Quai d'Orsay.
Cuando el ministro francés de Asuntos Exteriores, Dominique de Villepin, viajó a Chile en febrero de 2004, afirmó que no había habido cooperación entre Francia y los regímenes militares.
La periodista Marie-Monique Robin dijo al periódico L'Humanité: "Los franceses han sistematizado una técnica militar en el medio urbano que se copia y se pasa a las dictaduras latinoamericanas.". Los métodos utilizados durante la guerra de independencia de Argelia en 1957 se sistematizaron y fueron exportados a la Escuela Superior de Guerra en Buenos Aires. El famoso libro de Roger Trinquier sobre la lucha contra la insurgencia tuvo una fuerte influencia en América del Sur. Robin dice que se sorprendió al enterarse de que la agencia de inteligencia francesa Direction de surveillance du territoire (DST) comunicaba a la DINA los nombres de los refugiados que regresaban a Chile ("Operación Retorno"), todos los cuales fueron asesinados. "Por supuesto, esto pone al gobierno francés en el banquillo, junto a Giscard d'Estaing, entonces presidente de la República. Yo estaba muy impresionada por la hipocresía de las autoridades diplomáticas de Francia que, al mismo tiempo recibió refugiados políticos con los brazos abiertos, y colaboró con las dictaduras."
El almirante argentino Luis María Mendía, quien teorizó la práctica de los "vuelos de la muerte", declaró en enero de 2007 ante los jueces argentinos que un agente de la inteligencia francesa, Bertrand de Perseval, había participado en el secuestro de las dos monjas francesas, Léonie Duquet y Alice Domon, que fueron asesinadas más tarde. Perseval, quien hoy vive en Tailandia, negó cualquier vínculo con el secuestro, pero admitió haber sido miembro de la OAS, y haber escapado a la Argentina en marzo de 1962 luego de los Acuerdos de Evian que pusieron fin a la guerra de Independencia de Argelia (1954-1962). Refiriéndose al documental de Robin titulado "El Escuadrón de la Muerte - la escuela francesa" (Les escadrons de la mort - l'école française), Luis María Mendía solicitó a los tribunales argentinos que el expresidente francés Valéry Giscard d'Estaing, el ex primer ministro francés Pierre Messmer, el exembajador francés en Buenos Aires François de la Gorce, y todos los funcionarios en su lugar en la embajada francesa en Buenos Aires entre 1976 y 1983 fueran citados ante el tribunal. Además de esta "conexión francesa", Mendia también ha acusado a la exjefa de Estado argentina María Estela Martínez de Perón y a sus exministros Carlos Ruckauf y Antonio Cafiero, quienes habían firmado el "decreto contra la subversión" antes del golpe de Estado de 1976. Según la sobreviviente de la ESMA, Graciela Daleo, esta es otra táctica para afirmar que estos crímenes fueron legitimados por la Ley de Obediencia Debida de 1987, y también cubiertos por el "decreto contra la subversión" de Isabel Perón (que ordenaba aniquilar el accionar de las organizaciones subversivas). Alfredo Astiz también refirió a los tribunales acerca de la "conexión francesa". Muchos de los oficiales que participaron en Argelia era oficiales de la División SS Carlomagno, que fueron enlistados en las fuerzas armadas francesas después de la guerra. Ellos conocían a cabalidad el Decreto Nacht und Nebel que fue el origen de las desapariciones forzadas como arma política.

## Consecuencias

### Operación Silencio
La Operación Silencio fue una operación para obstaculizar las investigaciones de los jueces chilenos mediante la eliminación de los testigos, que comenzó alrededor de un año antes de que los "archivos del terror" se encontrasen en Paraguay.
En abril de 1991 Arturo Sanhueza Ross, vinculado al asesinato del líder del MIR Jecar Neghme en 1989, abandonó el país. Según el Informe Rettig, la muerte de Jecar Neghme se llevó a cabo por agentes de inteligencia de Chile. En septiembre de 1991 Carlos Herrera Jiménez, quien mató al sindicalista Tucapel Jiménez, también dejó el país. En octubre de 1991 Eugenio Berríos, un químico que había trabajado con Michael Townley agente de la DINA, es acompañado de Chile a Uruguay por agentes de la Operación Cóndor, para escapar a testificar en el caso Letelier. Utilizó pasaportes argentino, uruguayo, paraguayo y brasileño, aumentando las preocupaciones que la Operación Cóndor no estaba muerta. En 1992, Berríos fue encontrado muerto en El Pinar, cerca de Montevideo, sus asesinos habían tratado de tornar imposible la identificación de su cuerpo.
En enero de 2005, Michael Townley, quien ahora vive en EE. UU. bajo el programa de protección de testigos, reconoció a los agentes de la Interpol los vínculos entre la DINA y el centro de detención Colonia Dignidad, que fue fundada en 1961 por Paul Schäfer, un nazi, detenido en marzo de 2005 en Buenos Aires, y condenado por cargos de violación de menores. Townley también facilitó información sobre la Colonia Dignidad y el Laboratorio de guerra bacteriológica del Ejército. Este último laboratorio habría sustituido al antiguo laboratorio de la DINA en la Vía Naranja, donde trabajó con Michael Townley el asesino químico Eugenio Berríos. La toxina con la que presuntamente mataron en 1982 al demócrata cristiano Eduardo Frei Montalva pudo haber sido realizada en este nuevo laboratorio en la Colonia Dignidad, según el juez que investiga el caso.

### Contra propaganda
Antes y después del golpe de Estado de 1976 y bajo la cobertura de las agencias de noticias TASS (ex Unión Soviética) y Prensa Latina (Cuba) se concentraron en Buenos Aires las informaciones sobre los asesinatos, secuestros, desapariciones y operaciones combinadas de los servicios de inteligencia de las dictaduras latinoamericanas, provenientes de los Partidos Comunistas de la región y de otras organizaciones, para enviarlas luego a Praga, Berlín, Sofía, La Habana y Moscú. Radio Moscú fue el medio que encabezó la contrapropaganda, ya que emitía boletines semanales o diarios con información y denuncias de Paraguay, Uruguay, Argentina, o Brasil. El más conocido, que preocupó seriamente a la dictadura de Augusto Pinochet, fue "Escucha Chile", en la voz del multipremiado escritor y periodista José Miguel Varas y Katya Olévskaya. El investigador Alberto Nadra sugiere que en algunas emisiones se insertaban palabras claves que encerraban mensajes sobre acciones de resistencia.

## Reacciones
Los países democráticos en la región rechazaron y se opusieron a la Operación Cóndor en repetidas oportunidades, ofreciendo asilo a perseguidos políticos y recibiendo a miles de exiliados de las dictaduras.
En 1973 el Congreso de Venezuela aprobó una moción para repudiar el «golpe cuartelario consumado contra el gobierno constitucional del Presidente Salvador Allende», expresando que significaba «el desconocimiento de la soberana voluntad popular expresada en libres comicios y el legítimo derecho que tienen las mayorías de darse el gobierno que mejor convenga a los intereses nacionales». El 5 de julio de 1976, Venezuela rompió relaciones diplomáticas con Uruguay por el secuestro de la maestra uruguaya Elena Quinteros en la embajada de Venezuela en Montevideo y por la negativa de la dictadura a entregarla. Quinteros había sido detenida el 26 de junio al centro de torturas «300 Carlos», y en la mañana del 28 de junio, se hizo conducir a las cercanías de la embajada de Venezuela con el pretexto de «entregar» un contacto, cuando consiguió fugarse y entrar en la embajada venezolana. Quintero pidió asilo en la embajada y el personal venezolano buscó auxiliarla, pero policías y militares uruguayos se la llevaron por la fuerza con la complicidad de la policía encargada de la custodia de la embajada. Fue llevada al Batallón de Infantería N.º 13, identificada con el N.º 2537 y sometida a torturas, según los testimonios de otros presos políticos allí detenidos. El embajador de Venezuela en Uruguay, Julio Ramos, se comunicó telefónicamente con el Ministerio de Relaciones Exteriores uruguayo y denunció el hecho al subsecretario Guido Michelin Salomón, puesto que el ministro Juan Carlos Blanco no se encontraba en la sede ministerial. El gobierno venezolano se hizo eco formalmente de la protesta inmediatamente.
Venezuela se convirtió en uno de los principales destinos para los exiliados de las dictaduras en el Cono Sur, incluyendo aquellos exiliados durante la dictadura de Augusto Pinochet en Chile. Entre 8 mil y 9 mil exiliados uruguayos huyeron hacia Venezuela, incluyendo a varios matemáticos, y un estimado de entre 11 mil y 15 mil exiliados argentinos llegaron a Venezuela durante la última dictadura militar en el país. Para 1971, habían tan sólo alrededor de 3 mil chilenos en el país; después del golpe de Estado, la cifra subió a 24 mil exiliados para 1980, y Venezuela terminó recibiendo a aproximadamente 80 mil exiliados en total. Después de ser detenido en el subterráneo de la Academia de Guerra de la Fuerza Aérea y en el campamento de Ritoque, Orlando Letelier (exministro de relaciones exteriores de Salvador Allende) fue liberado gracias a las gestiones de Diego Arria, gobernador de Caracas, quien era un amigo cercano de Letelier. El 20 de noviembre Orlando tomó un avión directo con su familia con destino a Maracaibo, y se exiliaron en Venezuela por unos meses antes de viajar a Estados Unidos en febrero. Orlando Letelier fue asesinado el 21 de septiembre de 1976 en Washington D. C. por un agente de la Dirección de Inteligencia Nacional de Chile, al volverse un férreo opositor de la dictadura de Pinochet y de las demás autocracias en la región. Dado que Pinochet se negó a que Letelier fuese enterrado en Chile, Diego Arria que ofreció su territorio y gestionó el traslado de su cuerpo para que fuese sepultado en Venezuela.

## Víctimas
Bajo la denominada Operación Cóndor los regímenes dictatoriales del Cono Sur alcanzaron, desaparecieron, torturaron y mataron no solo a dirigentes destacados, sino también a cientos de militantes menos conocidos. Resulta difícil precisar el número de víctimas de la Operación Cóndor considerándose que es necesario comprobar la coordinación de al menos dos de las fuerzas de seguridad desplegadas en el Cono Sur. En el libro «Operación Cóndor. 40 años después», se encuentra un listado de 377 víctimas confirmadas de los antecedentes directos de la operación y de Cóndor mismo con varios datos (nombres, apellido, sexo, edad, militancia, datos del secuestro, condición final y si hubo traslado a otro país).
A continuación se detallan algunas de las características del listado de víctimas publicado en 2015: 10 nacionalidades (177 uruguayos, 72 argentinos, 64 chilenos entre otros), 219 desaparecidos, 38 asesinados, 126 traslados ilegales entre países y 12 niños robados recuperaron su identidad.

## Juicios

### Argentina
La causa se inició en 1999 a partir de las denuncias de familiares de ciudadanos extranjeros que habían sido víctimas de desaparición forzada. 
La primera presentación fue impulsada por un grupo integrado entre otros por Emilio Mignone, Raúl Zaffaroni, David Baigun, Alberto Pedroncini y Martín Abregú.
Luego de más de una década de investigaciones, el 5 de marzo de 2013 se inició finalmente el juicio contra 18 acusados de cometer delitos de lesa humanidad en el marco del Plan Cóndor, en perjuicio de 105 víctimas (45 uruguayas, 22 chilenas, 13 paraguayas, 14 argentinas y 11 bolivianas). Entre los acusados se encontraban los exdictadores argentinos Jorge Rafael Videla y Reynaldo Bignone, el exministro del Interior Albano Harguindeguy, el exgeneral Luciano Benjamín Menéndez, el exjefe de operaciones de la Marina, almirante Antonio Vañek, el exjefe de Campo de Mayo Santiago Riveros, el exagente de Inteligencia Miguel Ángel Furci y el exmilitar uruguayo Manuel Cordero, el único acusado no argentino. De un total de 32 imputados, sólo 17 llegarían como acusados a la sentencia.
Las investigaciones argentinas llevaron también a la imputación de otras personas sospechadas de haber cometido dichos delitos como la de los exdictadores de Chile y Bolivia, Augusto Pinochet y Hugo Banzer, y de los militares uruguayos José Nino Gavazzo, Jorge Silveira y Julio Vadora, que fueron rechazadas. En una causa paralela el juez Norberto Oyarbide también ordenó el 2 de febrero de 2012 la captura internacional y extradición del dictador peruano Francisco Morales Bermúdez, acusado por participar en el conocido Plan Cóndor y de cometer delitos como privación ilegal de la libertad y torturas durante su mandato de facto (1975-1980), realizados en mayo de 1978, contra trece ciudadanos de ese país que fueron trasladados a Argentina en el marco del Plan Cóndor.
Para el Instituto de Políticas Públicas en Derechos Humanos del Mercosur: 

El juicio sobre el Plan Cóndor es un hecho histórico que permite probar de rigor que existió asociación ilícita destinada a la desaparición forzada de personas, a la privación ilegal de la libertad y a la eliminación de opositores políticos; cuya sede fue en Chile desde donde se configuró una red de inteligencia que coordinaron los crímenes de lesa humanidad. A lo largo del proceso, tanto querella como fiscalía acordaron en un punto principal: que el Cóndor existió, se desarrolló y entró en crisis con la caída de las dictaduras.

El 27 de mayo de 2016, en lo que se ha considerado un hecho histórico, el Tribunal Oral Federal n.° 1 dictó el fallo condenando a quince de los diecisiete acusados que llegaron a ese momento. Las condenas mayores fueron de 25 años de prisión y fueron aplicadas a Santiago Omar Riveros, Miguel Ángel Furci y el uruguayo Cordero Piacentini. El exdictador Reynaldo Bignone fue condenado a 20 años, igual que el exdirector de la Escuela de Caballería Rodolfo Feroglio. A 18 años de prisión fue condenado el exjefe del Regimiento Patricios Humberto Lobaiza. A 13 años fueron condenados el exgeneral Eugenio Guañabens Perelló y el entonces jefe de la ESMA Antonio Vañek. A 12 años fueron condenados los exmilitares Luis Sadi Pepa, Néstor Horacio Falcon, Eduardo Samuel, Felipe Jorge Alespeit. El exgeneral Federico Antonio Minicucci fue condenado a ocho años. Fueron absueltos Carlos Horacio Tragant y Juan Avelino Rodríguez.
La sentencia define al Plan Cóndor como "una asociación ilícita" de alcance regional, y registra la participación activa en el mismo de los Estados Unidos.

### Italia
En febrero de 2015 se inició en Italia un juicio por delitos de lesa humanidad cometidos contra 23 ciudadanos italianos en el marco del Plan Cóndor. De los 33 acusados, 11 son exmiembros de la junta militar chilena, 1 de Bolivia, 4 de Perú y 16 uruguayos. Doce de ellos ya estaban detenidos por otros procesos seguidos en sus países.
En 2017 la justicia falló en primera instancia condenando a cadena perpetua a ocho de los acusados, entre ellos el dictador boliviano Luis García Meza, y su ministro del Interior, Luis Arce Gómez, el expresidente peruano Francisco Morales Bermúdez y su primer ministro Pedro Richter Prada y el excanciller uruguayo Juan Carlos Blanco, entre otros.
La sentencia inicial fue apelada y en julio de 2019 la justicia italiana condenó en ausencia y en segunda instancia a cadena perpetua a 24 represores, entre ellos el expresidente peruano Francisco Morales Bermúdez, el excanciller uruguayo Juan Carlos Blanco y varios exmilitares.